# 室昉
室昉（920年—994年），字梦奇，辽朝大臣，契丹族，南京人。
室昉会同年间中进士。先后辅佐辽太宗、辽世宗、辽穆宗、辽景宗，官至樞密使兼北府宰相，加尚父。辽圣宗初年和韩德让、耶律斜轸一起辅政。和邢抱朴一起修纂《实录》二十卷。

## 延伸阅读
[在维基数据编辑]
 《遼史/卷79》，出自脱脱《遼史》